# Aek Lancat
Aek Lancat is een bestuurslaag in het regentschap Padang Lawas van de provincie Noord-Sumatra, Indonesië. Aek Lancat telt 483 inwoners (volkstelling 2010).